# Ceratina australensis
Ceratina australensis là một loài Hymenoptera trong họ Apidae. Loài này được Perkins mô tả khoa học năm 1912.